# سوئو-اوشیما
سوئو-اوشیما (به لاتین: Suō-Ōshima) یک منطقهٔ مسکونی در ژاپن است که در استان یاماگوچی واقع شده‌است. سوئو-اوشیما ۲۰٬۱۶۳ نفر جمعیت دارد.